# Nicasius Bernaerts

Twee hondjes op het terras van een Italiaanse tuin

Nicasius Bernaerts (Antwerpen 1608 – Parijs 1678) was een Zuid-Nederlands schilder tijdens de barokperiode die bekendheid verwierf als schilder van dieren en bloemstukken.

## Biografie
Bernaerts was een leerling van Frans Snyders. Hij werd meester van de Antwerpse Sint-Lucasgilde in 1654.   François Desportes was een leerling van hem..  Hij reisde naar Italië, en vestigde zich daarna in Parijs, waar zijn werken een grote populariteit kenden. Hij kreeg van Lodewijk XIV de opdracht om schilderijen te maken van al de nieuwe dieren die tot de menagerie van het Kasteel van Versailles om te worden opgehangen in pavilioenin Versailles.
Hij werd toegelaten tot de Koninklijke Academie voor Beeldhouw- en Schilderkunst in Parijs in 1663.

## Werk
De onderwerpen van zijn schilderijen dragen een grote gelijkenis met die van zijn meester Snijders.  Het staat vast dat ze onder meer werden verkocht als originele werken van Snyders. Er bevinden zich twee schilderijen van hem in het Louvre.
- Bibliothèque nationale de France: cb149695571 (data)
- Biografisch Portaal: 97219256
- Stuttgart Database of Scientific Illustrators 1450–1950: 9325
- Gemeinsame Normdatei: 135802466
- International Standard Name Identifier: 0000 0000 6662 3033
- RKD-Nederlands Instituut voor Kunstgeschiedenis: 7426
- Union List of Artist Names: 500005409
- Virtual International Authority File: 44574204
- WorldCat: E39PCjvX8Cj7ykqh3c44bkCgfC